# Салават
Салават (на башкирски: Салауат) е град в Русия, Република Башкирия. Населението му към 1 януари 2018 година е 152 354 души.